# Giải Tự do Báo chí Quốc tế
Giải Tự do Báo chí Quốc tế  (tiếng Anh: International Press Freedom Awards) là một giải thưởng được Ủy ban bảo vệ các nhà báo thành lập năm 1991 nhằm vinh danh các nhà báo trên khắp thế giới đã tỏ ra dũng cảm trong việc bảo vệ quyền tự do báo chí trước các cuộc tấn công, đe dọa hoặc bắt giam tù. Một trong các mục tiêu của giải là hướng sự chú ý vào các phương tiện truyền thông địa phương và quốc tế ở các nước có các vụ vi phạm tự do báo chí đặc biệt nghiêm trọng.
Giải được trao hàng năm vào tháng 11 thường là cho 4 nhà báo có thành tích bảo vệ tự do báo chí. Buổi lễ trao giải được tổ chức ở thành phố New York với một bữa tiệc khoản đãi những người đoạt giải cùng các quan khách.

## Danh sách người đoạt giải
2014
- Mikhail Zygar Nga
- Ferial Haffajee Nam Phi
- Siamak Ghaderi Iran
- Aung Zaw Myanmar
2013
-Janet Hinostroza Ecuador
-Bassem Youssef Ai Cập
- Nedim Şener Thổ Nhĩ Kỳ
-Nguyễn Văn Hải Việt Nam
2012
-Mauri König Brasil
-Dhondup Wangchen Trung Quốc
-Azimjon Askarov Kyrgyzstan
-Mae Azango Liberia
2011
-Mansoor Al-Jamri (Bahrain)
-Natalya Radina (Belarus)
-Javier Valdez Cárdenas (Mexico)
-Umar Cheema (Pakistan)
2010
-Mohammad Davari (Iran)
-Nadira Isayeva (Nga)
-Dawit Kebede (Ethiopia)
-Laureano Márquez (Venezuela)
2009
-Mustafa Haji Abdinur (Somalia)
-Naziha Réjiba (Tunisia)
-Eynulla Fatullayev (Azerbaijan)
-J. S. Tissainayagam (Sri Lanka)
2008
-Bilal Hussein (Iraq)
-Danish Karokhel & Farida Nekzad (Afghanistan)
-Andrew Mwenda (Uganda)
-Héctor Maseda Gutiérrez (Cuba)
2007
-Mazhar Abbas (Pakistan)
-Dmitry Muratov (Nga)
-Adela Navarro Bello (Mexico)
-Gao Qinrong (Trung quốc)
2006
- Jesús Abad Colorado (Colombia)
- Jamal Amer (Yemen)
- Madi Ceesay (Gambia)
- Atwar Bahjat (Iraq) (truy tặng)
2005
- Galima Bukharbaeva (Uzbekistan)
- Beatrice Mtetwa (Zimbabwe)
- Lúcio Flávio Pinto (Brasil)
- Shi Tao (Trung quốc)
2004
- Svetlana Kalinkina (Belarus)
- Aung Pwint & Thaung Tun (Nyein Thit) (Myanmar)
- Alexis Sinduhije (Burundi)
- Paul Klebnikov (Hoa Kỳ) (truy tặng)
2003
- Abdul Samay Hamed (Afghanistan)
- Aboubakr Jamai (Maroc)
- Musa Muradov (Nga)
- Manuel Vázquez Portal (Cuba)
2002
- Ignacio Gómez (Colombia)
- Tipu Sultan (Bangladesh)
- Irina Petrushova (Kazakhstan)
- Fesshaye Yohannes (Eritrea)
2001
- Jiang Weiping (Trung quốc)
- Geoffrey Nyarota (Zimbabwe)
- Horacio Verbitsky (Argentina)
- Mazen Dana (Palestine)
2000
- Željko Kopanja (Bosna và Hercegovina)
- Modeste Mutinga (Cộng hòa Dân chủ Congo)
- Steven Gan (Malaysia)
- Mashallah Shamsolvaezin (Iran)
1999
- Jesús Joel Díaz Hernández (Cuba)
- Baton Haxhiu (Kosovo)
- Jugnu Mohsin & Najam Sethi (Pakistan)
- María Cristina Caballero (Colombia)
1998
- Grémah Boucar (Niger)
- Gustavo Gorriti (Peru)
- Goenawan Mohamad (Indonesia)
- Pavel Sheremet (Belarus)
- Ruth Simon (Eritrea)
1997
- Chris Anyanwu (Nigeria)
- Ying Chan & Shieh Chung-liang (Hồng Kông)
- Freedom Neruda (Bờ Biển Ngà)
- Viktor Ivancic (Croatia)
- Yelena Masyuk (Nga)
1996
- Yusuf Jameel (Ấn Độ)
- Jesús Blancornelas (Mexico)
- Daoud Kuttab (Palestine)
- Oscak Isik Yurtçu, Özgür Gündem (Thổ Nhĩ Kỳ)
1995
- Yevgeny Kiselyov (Nga)
- José Rubén Zamora Marroquín, Siglo Veintiuno (Guatemala)
- Fred M'membe (Zambia)
- Ahmad Taufik (Indonesia)
- Veronica Guerin (Ireland)
1994
- Iqbal Athas (Sri Lanka)
- Aziz Nesin (Thổ Nhĩ Kỳ)
- Yndamiro Restano (Cuba)
- Daisy Li Yuet-Wah (Hồng Kông)
- Navidi Vakhsh (Tajikistan) (truy tặng)
1993
- Omar Belhouchet (Algerie)
- Đoàn Viết Hoạt (Việt Nam)
- Nosa Igiebor (Nigeria)
- Veran Matic (Serbia)
- Ricardo Uceda (Peru)
1992
- David Kaplan (Hoa Kỳ)
- Muhammad Al-Saqr (Kuwait)
- Sony Esteus (Haiti)
- Gwendolyn Lister (Namibia)
- Thepchai Yong (Thái Lan)
1991
- Pius Njawé (Cameroon)
- Wang Juntao Lưu trữ ngày 1 tháng 7 năm 2007 tại Wayback Machine & Chen Ziming (Trung quốc)
- Bill Foley & Cary Vaughan (Hoa Kỳ)
- Tatyana Mitkova (Liên Xô cũ)
- Byron Barrera (Guatemala)